# Верлок
Верло́к (до 1946 року — Верлоок) — село в Україні, у Радомишльській міській територіальній громаді Житомирського району Житомирської області. Кількість населення становить 570 осіб (2001). У 1923—2017 роках — адміністративний центр однойменної сільської ради.

## Загальна інформація
Розташоване за 5 км західніше від Радомишля, у долині річки Коробочки, притоки Тетерева. Через село проходить автодорога Радомишль—Потіївка.

## Населення
У 1784 році налічувалося 180 мешканців та 35 дворів, у 1863 році — 448 жителів.
Станом на 1885 рік в селі мешкало 485 осіб, налічувалося 80 дворових господарств. За Географічним словником Польського Королівства 1893 року, в селі проживало 520 осіб.
Відповідно до результатів перепису населення Російської імперії 1897 року, загальна кількість мешканців села становила 749 осіб, з них: православних — 737, чоловіків — 394, жінок — 355.
Наприкінці 19 століття кількість населення становила 829 осіб, з них чоловіків — 389 та 340 жінок, дворів — 127.
На початок 1970-х років село мало 282 двори із населенням 737 осіб.
Відповідно до результатів перепису населення СРСР, кількість населення, станом на 12 січня 1989 року, становила 619 осіб. Станом на 5 грудня 2001 року, відповідно до перепису населення України, кількість мешканців села становила 570 осіб.

## Історія
Вперше згадується 1753 року. У середині 18 століття належало Якову Плищу-Єрличу, що мешкав у Бикові. Про це свідчить ерекція від 1753 року, видана у справах церкви. Згадується у люстрації Київського воєводства 1754 року, перебувало у посесії в Єрлича, мало 24 двори, сплачувало 3 злотих і 22 гроші до замку та 14 злотих і 28 грошів до скарбу. У 1784 році належало коронному стольникові Каетанові Олізару, в кінці 18 століття — Крушинським, з 1837 року — Йорданові Каницькому, з 1844 року — поміщикові Якову Боруховському. За іншими даними, Каницький продав маєток Боруховському у 1850 році.
У середині 19 століття — село Радомисльського повіту Київської губернії, на струмку Коробочка, за 2 версти від Борщева та 4 версти на захід від Радомисля. Землі у маєтку — 2 132 десятини. У 1863 році селяни, за допомоги уряду, придбали 570 десятин землі. Біля села виднівся стародавній вал, що слугував укріпленням для Радомишля або древнього Микгорода. Дерев'яну церкву збудовано 1766 року, на місці старої. При церкві землі 49 десятин. Православних — 587, юдеїв — 37.
За довідником 1885 року — колишнє власницьке село Кичкирівської волості Радомисльського повіту Київської губернії, на річках Бистріївка та Коробочка. Були церковна парафія та 2 водяні млини.
Наприкінці 19 століття — власницьке село Кичкирівської волості Радомисльського повіту Київської губернії. Відстань до повітового центру, м. Радомисль, де розміщувалися також найближча поштово-телеграфна та поштова земська станції — 4 версти, до найближчої залізничної станції Житомир — 48 верст, до пароплавної станції у Києві — 99 верст. Основним заняттям мешканців було хліборобство. У селі числилося 1 210 десятин землі, з них 340 десятин належало поміщикам, 820 десятин — селянам (215 осіб), церкві — 50 десятин. Від 1883 року селом володів барон Болеслав фон Клодт. В селі була православна церква, каплиця, церковно-парафіяльна школа, хлібна комора. Пожежна команда мала 3 діжки та 2 багри.
У 1923 році включене до складу новоствореної Верлооківської сільської ради, яка, 7 березня 1923 року, увійшла до складу новоутвореного Радомишльського району Малинської округи; адміністративний центр ради. Того ж року створено сільськогосподарську артіль «Колос», у 1924 році — артіль імені Леніна.
На фронтах Німецько-радянської війни воювали 320 селян, з них 5 загинули, 106 нагороджені орденами й медалями. У 1955 році їх честь у центрі села споруджено пам'ятник.
7 червня 1946 року село перейменоване на Верлок, відповідно сільську раду — на Верлоцьку. 30 грудня 1962 року, в складі сільської ради, включене до Малинського району, 4 січня 1965 року повернуте до складу відновленого Радомишльського району Житомирської області.
В радянські часи у селі розміщувалася комплексна бригада колгоспу із центральною садибою у Радомишлі. 13 колгоспників нагороджені орденами й медалями. В селі були восьмирічна школа, будинок культури, бібліотека, фельдшерсько-акушерський пункт.
16 травня 2017 року увійшло до складу новоствореної Радомишльської міської територіальної громади Радомишльського району Житомирської області. Від 19 липня 2020 року, разом з громадою, в складі новоствореного Житомирського району Житомирської області.

## Відомі люди
- Оладько Ганна Савівна (1902—?) — українська радянська діячка, Депутат Верховної ради СРСР 5 та 6 скликань, ланкова місцевого колгоспу.
- Яцкевич Володимир Михайлович (1946—2021) — Заслужений журналіст України[12].